# Benferri
Benferri è un comune spagnolo situato nella comunità autonoma Valenciana.